# Nelepeč-Žernůvka
Nelepeč-Žernůvka (jusqu'en 1996 : tchèque : Nelepeč) est une commune du district de Brno-Campagne, dans la région de Moravie-du-Sud, en République tchèque. Sa population s'élevait à 91 habitants en 2020.

## Géographie
Nelepeč-Žernůvka se trouve à 4 km au sud-ouest de Tišnov, à 23 km au nord-ouest de Brno et à 163 km au sud-est de Prague.
La commune est limitée par Dolní Loučky au nord, par Předklášteří à l'est, par Vohančice au sud, et par Úsuší à l'ouest.

## Histoire
La première mention écrite de la localité date de 1390.

## Administration
La commune se compose de deux quartiers :
- Nelepeč
- Žernůvka

## Personnalités
- Ivan Ljavinec (1923-2012), prélat